# Keely Small
Keely Small (n. 9 iunie 2001) este o sportivă ce a reprezentat Australia. A participat la competiții asociate Jocurilor Olimpice în care a câștigat o medalie de aur.